# 吕调元
吕调元（1865年—1932年)，原名景丰，字权予，号燮甫，安徽省太湖县人。清朝及中华民国官员。中华民国安徽省省长，皖系政治人物，进士出身。

## 生平
清朝光绪二十八年（1902年）中举人。光绪二十九年（1903年）中进士，同年閏五月，著交吏部掣签分发各省，以知县即用。此后，历任直隶省隆平县、獻縣、吴桥县、南宫县等县知县。宣统元年（1909年）署清苑县知县，调署天津县知县。当时，袁世凯称病避居河南项城。据说，吕调元通过天津的小报制造舆论，吹捧袁世凯；宣统二年（1910年），吕调元带小报及陈情信赴项城拜会袁世凯，袁世凯出资要吕调元办大报，还写下信件嘱吕调元面交段祺瑞，吕调元由此结识了段祺瑞。
民国元年（1912年），吕调元升天津府知府，调署保定府知府，不久升任豫南观察使。民国2年（1913年），吕调元升任湖北民政长，后改为巡按使。民国3年（1914年），吕调元任袁世凯大总统府警卫军参谋。京畿军政执法处处长陆建章升为陕西督军，吕调元出任陕西巡按使。袁世凯称帝后，陕北镇守使陈树藩在民国5年（1916年）宣布独立，陆建章遭到驱逐，吕调元避居天津。
1916年袁世凯逝世后，吕调元投靠段祺瑞，成为皖系人物，充任国务院顾问。民国7年（1918年）8月，为安福国会参议院议员。民国8年（1919年）1月11日，吕调元出任安徽省长。
1919年五四运动爆发后，安徽省的青年学生响应，举行游行示威，市民也加入。5月10日，安徽省会安庆的各学校公举代表赴安徽省长公署，请求援救北京的被捕学生，吕调元称要“嘱商会、教育厅拍电力争”。5月22日，北京政府内务部电令安徽省镇压学生。吕调元随即命省会警察厅发布布告：“遇有学生发散传单，有违法纪，而不服从取缔者，一经查出，即行依法严办，决不姑宽。”5月29日，学生策划罢课，吕调元命安徽省教育厅警告罢课学生“限定三日复课，否则军警干涉”；后来又改为提前放假，开文武官考试。学生反而利用提前放假之机，各自回家乡，在各县成立学生联合会。
民国8年（1919年）8月到9月，驻扎安庆的皖系倪嗣冲所部，两次闯入安庆女子蚕桑讲习所集体强奸女生，导致十多位受辱女生羞愤自杀。此事曝光后，吕调元伙同倪嗣冲两度电告北京政府，否认此事，并指控报界“无中生有，任意栽诬”，声称要“依法起诉”。此事后来不了了之。
1919年12月，安庆的安徽省长公署卫兵在市间购物，因争秤之事与警察发生冲突。吕调元即命其子率卫队前往弹压。安徽全省警务处处长兼省会警察厅厅长刘道章曾谋安徽省省长一职而未果，乃借口警察受辱而提出辞职。吕调元下令开除滋事的卫兵，并令儿子离开安徽。而刘道章仍然径行离职，并指使安庆全城的警察一律罢岗。吕调元因此被迫向北京政府引咎辞职。安徽督军倪嗣冲电请北京政府“于吕省长、刘厅长皆予慰留”，但电文中显指过错在吕调元方面。12月31日，吕调元的省长职务被免，专任督办斋堂煤矿事宜。
民国8年（1919年），吕调元在任安徽省省长时，曾经通令安徽省各县修志，以备省志甄录，并且亲自担任太湖志局总裁。
民国12年（1923年）2月，安徽省省长许世英辞职。北京政府与安徽督军马联甲、江苏督军齐燮元协商之后，命吕调元再度出任安徽省省长。当时，安徽省内外各公团、法团、同乡会强烈反对，但仍然未能阻止吕调元就职。1923年10月，曹锟贿选大总统激起全中国反对，安徽芜湖、安庆的青年学生捣毁了国会议员吕仰南、彭昌福、张伯衍、何雯的住宅。吕调元下令通缉学生及教育界人士多名，并将刘希平、卢仲农等支持学生运动的校长撤职。
吕调元再度出任安徽省省长时，曾经保证“不欠教育经费，诚心维持教育”。但到任仅仅数月后，便开始拖欠教育经费。1923年11月初，安徽省立各校因为两个月不发工薪，教职员工生活无着，乃派代表30多人赴安徽省政府求见吕调元，请下拨教育经费，与吕调元发生了争执。吕调元亲自指挥军警将十多名代表殴伤。安徽省教育厅厅长江彤侯在场从中劝解，也被殴伤。事发之后，安徽省教育会通电宣布吕调元的罪行，请求各方声援。安徽省教育厅厅长江彤侯因气愤而辞职。学生罢课强烈要求惩治吕调元。吕调元害怕事态扩大，便请人调解，向各校校长道歉，同意教育界提出的8条办法，下发工薪，负担遭到殴伤人员的医药费。此案方告结束。
1923年12月11日，吕调元被免去安徽省省长职务，调任督导安徽省铁路筹备事宜。
民国15年（1926年），吕调元投靠广州国民政府，任国民革命军援东北军总司令。
民国21年（1932年），吕调元病逝于天津意租界，葬于太湖石嘴山。